# Nieul-sur-Mer
Nieul-sur-Mer ist eine westfranzösische Gemeinde mit 5805 Einwohnern (Stand: 1. Januar 2022) im Département Charente-Maritime in der Region Nouvelle-Aquitaine. Sie gehört zum Arrondissement La Rochelle und zum Kanton Lagord. Die Bewohner nennen sich Nieulais(es).

## Geographie
Nieul-sur-Mer liegt am Mündungstrichter der Sèvre Niortaise zum Atlantik, etwa fünf Kilometer nördlich von La Rochelle. Umgeben wird Nieul-sur-Mer von den Nachbargemeinden Marsilly im Norden, Saint-Xandre im Osten, Puilboreau im Südosten, Lagord im Süden und L’Houmeau im Südwesten.
Zur Gemeinde gehört auch die kleine Ortschaft Lauzières.

## Bevölkerungsentwicklung
| Jahr      | 1962 | 1968 | 1975 | 1982 | 1990 | 1999 | 2006 | 2017  |
| Einwohner | 1574 | 1763 | 2581 | 4057 | 4957 | 5641 | 5608 | 56759 |

## Sehenswürdigkeiten
Siehe auch: Liste der Monuments historiques in Nieul-sur-Mer
- Wehrkirche Saint-Philibert aus dem 15. Jahrhundert, seit 1925 Monument historique
- Ehemaliges Grammontenserpriorat von Sermaize aus dem 13. Jahrhundert, seit 1925 Monument historique
- Domäne von Portail, Monument historique seit 1920
- Erhalten sind im Gemeindebesitz historische Feuerlöschwagen

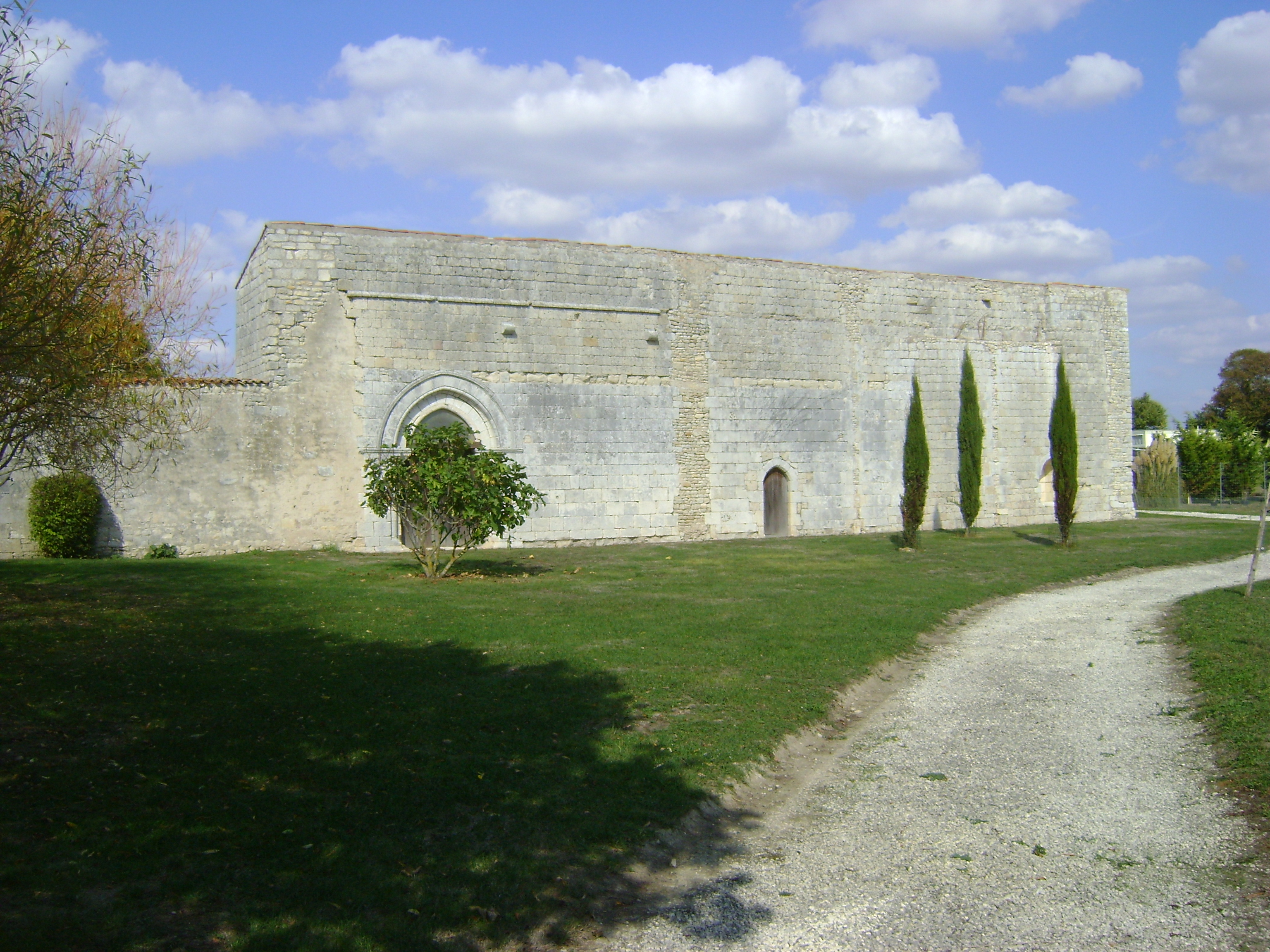
Priorat von Sermaize

- Park Léonce-Vieljeux

## Persönlichkeiten
- Georges Simenon (1903–1989), Romanautor, mehrere seiner Maigret-Romane wurden in Nieul-sur-Mer geschrieben
- Nicole Avril (* 1939), Romanautorin